# Kaplityny
Kaplityny (niem. Kaplitainen) – wieś w Polsce na Warmii położona w województwie warmińsko-mazurskim, w powiecie olsztyńskim, w gminie Barczewo. W latach 1975–1998 miejscowość administracyjnie należała do województwa olsztyńskiego.
W roku 2021 w Kaplitynach mieszkało 327 osób, z czego 50.5% stanowiły kobiety, a 49.5% mężczyźni.
Wieś leżąca na południowo-zachodnim krańcu gminy, oddalona o 5 km od Barczewa otoczona sosnowymi lasami, z ciekawą przeszłością i do końca nie spisaną historią. Wieś leżąca w zlewisku rzek nad Kanałem Elżbiety, położona przy trasie Olsztyn – Augustów ma wyjątkowo malownicze otoczenie. Blisko Kaplityn znajduje się ośrodek domków letniskowych położonych nad jeziorem Umląg. Obok Kaplityn, w kierunku Krainy Wielkich Jezior Mazurskich, biegnie droga E-16, natomiast przez wieś zielona trasa rowerowa i szlaki wędrowne. 

## Historia
Nazwa wsi pochodzi od nazwiska Prusa Kaipletyn. W dokumentach najpierw pojawiły się zapisy wsi jako Caipletyn i Caipletein. Kaipletyn (1364 r.) - nazwa występuje w Codex Diplomaticum Vartmiensis w akcie lokacyjnym. W 1409 r. nazwę wsi zapisano jako Kaypletin,  w 1587 – Kapoletein, w 1615  – Kaplitenen, Kapelteinen, w 1688  – Kaplitainen, 1755 – Capiteinen, 1790 – Capliteinen, 1868 – Capitainen, od roku 1879 jako Kaplityny.
Wieś wymieniana w dokumentach z roku 1364, kiedy była lokowana nad strugą zwaną Sortex (dzisiejsza rzeczka Kiermas), na dawnym pruskim polu osadniczym zwanym Kautyn. 18 marca 1364 roku biskup warmiński Jan II Stryprock wystawił przywilej na 4 włóki na prawie pruskim, dwom Prusom, braciom Gedete i Erwike. Zasadźcy mieli obowiązek sprowadzić osadników oraz mieli służyć konno w wojnie i pomagać stawiać i naprawiać grody. Ponadto otrzymali prawo łowienia ryb w Jezierzo Wummeling (Umląg), na własne potrzeby i małymi narzędziami. Wolniznę wyznaczona na 14 lat (łącznie ze służbą zbrojną). W 1364 roku podobny przywilej otrzymali na kolejne 4 włóki Prusowie Willun i Piotr Quemüsye. W 1409 roku biskup warmiński Henryk IV Vogelsang odnowił przywilej na 4 włóki Mikołajowi Wissike (według innego źródła przywilej dla Prusów: Mycke i Wissike z wolnymi włókami na prawie pruskim), a w 1483 roku biskup warmiński Mikołaj Tungen nadał osadnikom prawo chełmińskie w miejscu dotychczasowego prawa pruskiego. W tym czasie wieś miała 26 włók. 
Pierwsze wzmianki o karczmie we wsi pochodzą z roku 1600. W roku 1656 wieś liczyła 28 włók,  i było w niej 5 chłopów czynszowych, jeden sołtys i jedna karczma. Roczny czynsz wynosił owsa 28 funtów i 30 kur. Czynsz we florenach wynosił 148. Później 6 włók wolnych otrzymał Landshaupt, montelarz biskupi. W 1702 roku, wymieniano jako wieś osadników. Po rozbiorze Polski (1772 r.) rząd pruski wieś przekazał w ręce prywatne (do tej pory była to własność biskupia). 
W roku 1807 mieszkańcy wsi Kaplityny zmuszeni byli do płacenia długów wojskowych. W tym okresie Las Kaplityński w większej części został wycięty i zamieniony na łąki i dano go w zastaw miastu Barczewo. Większość mieszkańców stanowili katolicy i mówiący po polsku.
Od XV wieku była to wieś typowo polska. Mieszkańcy w większości katolicy, posługiwali się językiem polskim i warmińską gwarą. Na podstawie spisu ludności z 31861 roku, opracowanego przez Grunnenberga (1864 r.) we wsi nie było ani jednego Niemca czy mieszkańca mówiącego tym językiem. W 1886 roku w Kaplitynach powstała mała biblioteczka, która podlegała pod Towarzystwo Czytelni Ludowych, a w 1910 roku Towarzystwo Polskie. W roku 1910 wieś liczyła 194 mieszkańców.
Podczas działań w pierwszej wojnie światowej wieś nie ucierpiała. W okresie międzywojennym mieszkańcy poddani byli procesom germanizacji. 18 marca 1920 roku mieszkańcy podpisali się pod memoriałem, skierowanym do Komisji Międzysojuszniczej, w sprawie otwarcia polskich szkół na Warmii, nie wymieniając swojej wsi. Jednak w plebiscycie mieszkańcy Kaplityn oddali 120 głosów za Prusami Wschodnimi, a tylko 20 za Polską. Po przegranym plebiscycie biblioteka mieszcząca się w domu Sznarbachów ponownie rozpoczęła wypożyczać książki. W jej zasobach było 50 woluminów. Od roku 1920 kierował nią Franciszek Schnarbach, a w latach 1934-1939 Maria Orłowska. Biblioteka funkcjonowała jako oddział Centralnej Biblioteki Polskiej w Niemczech. W 1939 roku liczyła 102 tomy, a liczba czytelników kształtowała się w zależności od presji hitlerowców.
W latach 1920–1939 w Kaplitynach działało Koło Związku Polaków w Niemczech, do którego należało 4 osoby: Paul Anielski, Jan Brosch, Elżbieta Schnarbach i Franciszek Schnarbach. Działało także Towarzystwo Młodzieży. Mężem Zaufania IV Dzielnicy Związku Polaków w Niemczech był Jan Brosz. Po rozpoczęciu drugiej wojny światowej wszystko do najaktywniejszych bojowników o polskość przyszli funkcjonariusze gestapo. W mieszkaniu rodzina Sznarbachów odbywały się zebrania mieszkańców polskiego pochodzenia. Z tego powodu Sznarbachowie nękani byli przez niemiecką policję częstymi grzywnami za rzekome naruszanie przepisów porządkowych. W tym czasie zarówno ojciec Franciszek Sznarbach jak i jego syn, również Franciszek, wracali niejednokrotnie do domu pobici przez bojówkarzy niemieckich.
24 stycznia 1945 roku do Kaplityn wkroczyły wojska Armii Radzieckiej. Z ich rąk zginęło dwóch mieszkańców. Pod koniec stycznia 1945 roku, pod Krupolinami, czerwonoarmiści wymordowali kilkuosobową grupę osób będących w Mokinach na przymusowych robotach, w tym dwóch jeńców wojennych. Wszystkich pogrzebano w pobliskim lesie przy Kaplitynach. 7 lutego 1945 czerwonoarmiści deportowali na wschód jedną osobę pochodzącą z Kaplityn.
Po roku 1945 Kaplityny stały się wsią sołecką. Sołectwo obejmowało wieś Kaplityny oraz osadę Sapunki. 
W sierpniu 1958 roku, małą rzeczką, która przepływa przez wieś, kajakiem przepływał nowo mianowany biskup Karol Wojtyła. Dziś szlak ten nazwany jest Szlakiem Kajakowym ks. bp Karola Wojtyły – późniejszego papieża Jana Pawła II.
W 1996 roku w Kaplitynach zamieszkiwało 128, a w 2003 roku 206 mieszkańców.

## Ludzie związani z miejscowością
- Augustyn Nerowski (1911-1942) – działacz plebiscytowy, członek Komitetów Wyborczych na Warmii;
- Maria Orłowska (1908-1945) – bibliotekarka.
- Jan Brosz, mąż zaufania IV Dzielnicy Związku Polaków w Niemczech.
- Jadwiga Elżbieta Schnarbach, urodziła się 16 lipca 1923 roku w Kaplitynach, jako jedenaste dziecko Franciszka Schnarbach i Elżbiety z Nerowskich. Rodzice jej byli praktykującymi katolikami i w takim duchu wychowywali swoje dzieci. Na niedzielną Mszę jeździli bryczką do Barczewa. 24 stycznia 1945 roku, do Kaplityn wkroczyły wojska Armii Radzieckiej. Przybyli także do domu Schnarbachów. Kiedy jeden z nich, zauważył Jadwigę, postanowił ją zgwałcić. Jadwiga z przerażenia uciekła i ukryła się w szafie. Żołnierz oddał serię z karabinu w kierunku szafy, w której się skryła. Trafiona pociskami Jadwiga wypadła z szafy na podłogę nieżywa. Została pochowana w rodzinnym ogrodzie. Toczy się jej proces beatyfikacyjny wraz z innymi męczennikami warmińskimi czasów hitlerowskich i komunizmu.

## Zabytki
- 4 warmińskie kapliczki z przełomu XIX i XX w., położone przy dogach, wychodzących ze wsi: w kierunku Olsztyna, Łęgajn i Bogdan, jedna przy drodze polnej na wschód od Kaplityn.
- drewniana dzwonniczka słupowa z XIX w.